# Puskás Lajos (pedagógus)
Puskás Lajos (Gyergyóalfalu, Csík vármegye, 1901. május 22. – Kolozsvár, 1982. április 10.) tanár, cserkészvezető, pedagógiai író, szociálpolitikus, társadalmi szervező.

## Gyermekkora
Puskás Jenő (Puskás Tivadar oldalági rokona)[forrás?] és Korpos Aranka második gyermekeként született. Utóbb még két testvér gyarapította a székely kisnemesi családot. Édesapja, a helybeli mezőgazdasági szakiskola igazgatója, 1907-ben elhunyt.
Az elemi iskola első három osztályát Tölgyesen végezte. A család nehéz anyagi körülményei miatt 1910-ben a kecskeméti Országos Tanítói Árvaházba került. Miután az 1911-es földrengés során sok más kecskeméti középülettel együtt az árvaház is komoly sérüléseket szenvedett, átkerült a debreceni társintézménybe, az ottani Tanítói Árvaházba. Gimnáziumi tanulmányait is ebben a városban, a Piarista Gimnáziumban kezdte meg. Itt egy tornaórai balesetben egy életre szóló komoly gerincsérülés érte. Ezután Székelyudvarhelyen, majd a nagyszebeni Magyar Királyi Állami Gimnáziumban tanult tovább, soknemzetiségű környezetben.
A serdülő ifjú osztálytársai és barátai között egyaránt akadtak magyarok, székelyek, románok, zsidók és erdélyi szászok. Itt volt hittantanára Nyirő József. Nagyszebenben élte át az első világháborús hatalomváltást és a magyarok megaláztatását a román megszállást követően. Sok magyar diáktársával együtt Fogarasra menekült. Itt fejezte be középiskolai tanulmányait.

## Egyetemi évei
Felsőfokú tanulmányait 1920-ban kezdte történész hallgatóként a budapesti Pázmány Péter Tudományegyetem Bölcsészeti Karán (1920-23). A fővárosban elvállalta a Menekültügyi Hivatal megbízását egy erdélyi menekülteket elszállásoló otthon megszervezésére és felügyeletére (ekkor ismerte meg a medika Májercsik Margitot, majdani feleségét). Kezdetben ez munka, majd később magántanítói állás biztosította számára a tanulmányi és megélhetési költségeket. Budapesten fő szakja mellett a filozófia és román tanszék óráit is látogatta. 1923-ban hazatért Romániába. Beiratkozott a bukaresti egyetemre, ahol 1924-ben „cum laude” minősítéssel diplomázott. Diploma-dolgozatának címe: I. és II. Rákóczi György kapcsolata a román fejedelmekkel. Egyike volt azon keveseknek, akik akkortájt magyar létükre román egyetemi diplomát szereztek.

## Szakmai pályafutása
Rövid székelyudvarhelyi kitérő után (egy évig tanított a református kollégiumban) az 1925/26-os tanévben kezdte meg tanári munkáját Kolozsvárott, a Piarista Rend irányítása alatt álló Római Katolikus Fiúgimnáziumban (ma: Báthory István Elméleti Líceum), amelynek egészen 1940-ig tantestületi tagja maradt.
1930-ban megnősült: feleségül vette Májercsik Margitot. Házasságukból négy gyermek született.
Kolozsvári éveiben mutatkozott meg kiemelkedő pedagógiai és szervező tehetsége. A tanári munkában elsősorban a pedagógia gyakorlati alkalmazása, az ifjúság iskolán kívüli nevelése, az iskolaszövetkezeti munka foglalkoztatta. Meghatározó szerepet játszott a Hangya, majd az Alfa szövetkezet, és később a Méhkas szövetkezet életében. Az iskolaszövetkezeti munkába bevonta a tanulóifjúságot, részvényessé tette őket. A tankönyvek, írószerek árusításának jövedelméből támogatták a szegény diákokat.
1927-ben kezdte meg cserkészszervezői munkáját. 1930-37 között parancsnoka volt a kolozsvári római katolikus cserkészcsapatnak, 1942-44 között pedig a Magyar Cserkészszövetség IX. (erdélyi) Kerületének. Az ifjúságneveléssel és a cserkészmunkával kapcsolatosan a Jóbarátban (1928-38) és az Erdélyi Iskolában (1936-39) jelentek meg írásai, ahol a falusi cserkészmunkáról, a cserkészetnek a kisebbségi életben betölthető szerepéről, jellemnevelő hatásáról tudósított.
Az 1930-as évektől kezdve – Márton Áronnal együtt – az egyetemi hallgatókkal is foglalkozott. Részükre alapították meg az Alfa szövetkezetet, mely diák-összejöveteleket, segélyakciókat, bálokat szervezett. Egyetemista öregcserkészek számára vándortábort indított Moldvába és Bukovinába az ott élő csángók megismerése és segítése céljából. A második bécsi döntést követően 1940-től 1944-ig az egyetemi hallgatók számára alapított Gábor Áron Diákotthon igazgatója volt.

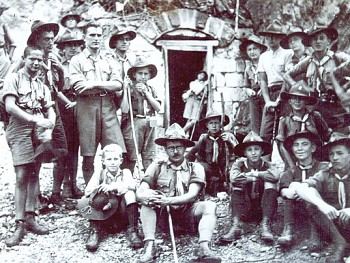
Puskás Lajos, cserkészeivel a torjai Büdösbarlang bejárata előtt

1939 végén felkérték, legyen a Kolozsvárt nemrég megalakult Romániai Magyar Népközösség egyik tagozati alelnöke: őt bízták meg a társadalmi szakosztály vezetésével.
Tisztségét 1940 elején vette át. Azonnal megkezdte a csirájában már működő szomszédsági szervezet aktivizálását, kereteinek kiszélesítését és élettel való megtöltését. Míg 1940 februárjában csak 2.500 családfő tagja volt a ennek az önkormányzati, önsegélyezési szervezetnek, addig augusztusra már 11.000-re emelkedett a taglétszám. Vagyis, a családtagokkal együtt megközelítőleg 30 ezer embert, tehát a város magyar lakosságának 60%-át már átfogta a szervezet. A bécsi döntést követően 1941-ben Észak-Erdélyben megszűnt a Magyar Népközösség, de jogutódjaként továbbműködött a szomszédsági szervezet Kolozsvári Tízes Szervezet néven, melynek elnöke lett. E szervezet – széles körű szociális és családvédelmi munkát végezve – kiemelkedően fontos szerepet játszott Kolozsvár társadalmi életében.

A német megszállás után a Tízes Szervezet csatlakozott a megszállókkal szemben kibontakozó ellenálláshoz. Részt vett a város mindennapi életének zavartalan menetét biztosító munkában a deportálások, majd a frontátvonulás időszakában is.

## A szocializmus éveiben
A szovjet megszállást követően rövid ideig az EMKE (Erdélyi Magyar Közművelődési Egyesület) Társadalmi Szakosztályának elnöke volt. 1947-ig tanított a kolozsvári Római Katolikus Gimnáziumban. A kezdeti tankönyvhiány orvoslására két tankönyvet írt, illetve jelentetett meg saját kiadásban.
Már a szovjet közigazgatás alatt megindultak ellene a koholt politikai vádaskodások. Ennek következménye lett a Tízes Szervezet felszámolása és az ő politikai meghurcolása. Bár 1946–1947-ben a Magyar Népi Szövetség Országos Központja több konkrét segélyakció megszervezésével bízta meg, 1947 májusában letartóztatták. Közel fél évig (május 5. – október 3.) bírói ítélet nélkül – sok száz erdélyi magyar értelmiségivel együtt – Szamosújváron raboskodott.
Szabadulását követően nem kapta vissza kolozsvári tanári állását. Ezért Márton Áron püspök Gyulafehérvárra hívta, ahol a Majláth Gimnáziumban tanított 1947–48-ban. 1948 őszétől Kisbácson, majd Kolozsvárott általános iskolákban engedélyezték számára a tanítást. 1958-ban kényszernyugdíjazták. 1960-ban megfosztották az 1944 előtti szolgálati éveinek elismerésétől. Vagyis nyugdíjába csak a rendszerváltozást követő tizenhárom évet számították be, ami drasztikus nyugdíjcsökkentéssel járt. 1959-ben letartóztatták két felnőtt fiát, az 1956-os eseményekkel kapcsolatos rendszerellenes tevékenység vádjával. (Puskás) Attilát húsz, Csabát tizennyolc év kényszermunkára ítélte a kolozsvári katonai bíróság.
1964-ben a két fiú közkegyelemmel szabadult, Puskás Lajos pedig ugyanebben az évben visszakapta korábban elvett szolgálati éveit. Ezután már komoly retorzió nem érte, de a román titkosszolgálat, a Securitate, egészen élete végéig szigorú megfigyelés alatt tartotta. Nyugdíjas éveiben belefogott a csángókra vonatkozó dokumentumok gyűjtésébe. A moldvai magyarok számára segélyakciót is indított. Domokos Pál Péterrel és más néprajzosokkal hat alkalommal ment a csángók közé hangfelvételeket, fényképeket gyűjteni.
1971 és 1974 között helyettes tanári állást töltött be több kolozsvári iskolában. 1975-ben ő rendezte a kolozsvári katolikus plébánia, valamint az akkori 11-es számú Vegyes Líceum (ma Báthory István Elméleti Líceum) levéltárát, majd 1975–77-ben őt bízták meg, hogy rendezze a gyulafehérvári püspökségi levéltárat is.
1982. április 10-én hunyt el Kolozsvárott. Sírját a Házsongárdi temető őrzi. Kívánságához hűen családja a sírkőn cserkészliliomot faragtatott Kósa-Huba Ferenc szobrásszal.

## Irodalmi munkássága

### Fordítások
- Szemelvények Julius Caesar Comentarii de bello gallico c. művéből (Kolozsvár, 1945)
- Pápai Páriz Ferenc Békességet magamnak, másoknak (1977) című, Nagy Géza által sajtó alá rendezett kötete számára Pápai Páriz Ferenc több latin nyelven írt munkáját ültette át magyar nyelvre
- A Pataki József gondozta Kolozsvári emlékírók (1990) című memoárkötetben is több fordítással vett reszt.

### Önéletrajzi írások
Önéletrajzából részletek jelentek meg a Romániai Magyar Szóban Börtönnapló – Szamosújvár, 1947 címmel. 2000. február 9-26. között, majd Vincze Gábor bevezetőjével a Korunkban:
- Puskás Lajos-önéletrajz [Részlet. 1939–1958]. In: Korunk. 1996. III. folyam VII/4. szám, 106-117. old. Archiválva 2021. november 11-i dátummal a Wayback Machine-ben

Végül a Börtönnapló megjelent Puskás Lajos: Más jövőt álmodtam címmel Puskás Attila szerkesztésében, dokumentumokkal kiegészítve a Charta kiadónál, Sepsiszentgyörgy, 2008. (A teljes kéziratos önéletrajz megtalálható többek között a SZTE Társadalomelméleti és Kortörténeti Gyűjteményében és a kolozsvári Jakabffy Elemér Alapítvány Könyvtárában).

### Önálló kiadásban megjelent munkái
- A középkor története (Tankönyv. Kolozsvár, 1946)
- A tízéves határkőnél. A kolozsvári római katolikus líceum cserkészcsapata megalakulásának tízéves évfordulója alkalmából (Kolozsvár, 1937)
- Él a törvény. A cserkésztörvény nagy emberek életében (Kolozsvár. 1935)
- Népközösségi utakon. Beszámoló a Népközösség tevékenységéről (Kolozsvár, 1940)
- Tizedesség és a kolozsvári tizedesek (Kolozsvár, 1942)
- Más jövőt álmodtam; Charta, Sepsiszentgyörgy, 2008 (Charta Múltidéző)
- Szamosújvári börtönnapló, 1947; szerk. Kondorosy Szabolcs; Országút Társaság, Budapest, 2018 (Országút könyvek)

## Róla és munkásságáról szóló tanulmányok, megemlékezések
- Balló Áron: A közösségszervezés eltanulható, Kolozsvár, Szabadság, 2005. febr. 21. 4. old. Archiválva 2021. november 13-i dátummal a Wayback Machine-ben
- Balogh Edgár: Emlékezésül Puskás Lajosra, Romániai Magyar Szó, 1993. III. 10. 3. old. Archiválva 2021. november 13-i dátummal a Wayback Machine-ben
- Beke György: Puskás Lajos. Nemes szolgálat. A Hét 1979/42; 2-3. old. Archiválva 2021. november 13-i dátummal a Wayback Machine-ben
- Csizmadia Andor: Halotti beszéd helyett – Új Ember (Budapest), 1982. máj. 2.
- Dr. Birtók Ferenc: Emlékezni kell, Romániai Magyar Szó, 1993. V. 15/16. 7. old. Archiválva 2021. november 13-i dátummal a Wayback Machine-ben
- Kiss Jenő: Elment az utolsó tanárunk is. Nekrológ. A Hét 1982/20. 2. old. Archiválva 2021. november 13-i dátummal a Wayback Machine-ben
- Kovács Ferenc: Sorok a Börtönnaplót írt Puskás tanár úrról. Romániai Magyar Szó. 2000. márc. 1. (3344. szám)
- Mátrai Béla: Előttünk jártak. Magyar Cserkész, Budapest, 1989. december
- Rétyi S. Sándor: Az erdélyi magyar cserkészetről. In: A magyar cserkész. 22. évf. 6. sz. (1940. december 1.) 15. old.
- Sylvester Lajos: Naplók a csángókról. Puskás Lajos moldvai útjai. Székelyföld, V. évf., 2001, 8. szám 85-115. old.
- Sylvester Lajos: Puskás tanár úr cserkészcsapata. Moldvai magyarok erdélyi szemmel. Háromszék, Sepsiszentgyörgy, 2001. V. 5. 4. old. Archiválva 2021. november 13-i dátummal a Wayback Machine-ben
- Vincze Gábor: Puskás Lajos és a Kolozsvári Tízes Szervezet. Korunk 1996/4. 100-105. old. Archiválva 2021. november 13-i dátummal a Wayback Machine-ben
- Örmény gyökerek és a Kolozsvári Római Katolikus Főgimnázium. In: Művelődés, 2012 (65. évf.) 4. szám. A Puskás Lajosról szóló rész: 20–21. old. – Online változat:

## Egyéb További információk
- Puskás Lajos: A kisebbségi életformára való nevelés iskoláinkban. Erdélyi Iskola, 1937/38. 1–2. sz. 5–8.
- Bardócz Csaba: Cserkészmozgalom Erdélyben. A román cserkészet rövid története. In: Református Szemle 101.3 (2008), 268-296. pp Archiválva 2019. szeptember 23-i dátummal a Wayback Machine-ben
- Puskás Lajos–Puskás Attila: A kolozsvári Egyetemi Diákasztal, a Mensa Academica alapításának története. In: Erdélyi Múzeum – 2005. 67. kötet, 1-2. füzet
- Nemes szolgálat. Beszélgetés Puskás Lajossal, a négyszáz éves iskoláról. In: A Hét. 1979, X. évf. 42. szám, 1979-10-19. Archiválva 2021. november 11-i dátummal a Wayback Machine-ben
- Hámori Péter: Magyar társadalomszervezési kísérletek Észak-Erdélyben (1938–1944) (in: Korall 2004. dec., 18. szám)